# Europees kampioenschap voetbal onder 18 - 1979
Het Europees kampioenschap voetbal onder 18 van 1979 (officieel UEFA Jeugdtoernooi 1979) was de 32e editie van het, door de UEFA georganiseerde, voetbaltoernooi van speler onder de 18 jaar. 
Het toernooi werd tussen 24 mei en 2 juni 1979 gespeeld in Oostenrijk. Er deden 16 teams mee. Voorafgaand aan het toernooi werd een kwalificatie afgewerkt. Joegoslavië werd voor de tweede keer winnaar. De finale in Wenen werd met 1–0 gewonnen van Bulgarije. Engeland werd derde.

## Kwalificatie
| Pos. | Land      | DV | DV | Ptn. |
| ---- | --------- | -- | -- | ---- |
| 1    | Noorwegen | 4  | 1  | 4    |
| 2    | Schotland | 1  | 4  | 0    |

| Pos. | Land          | DV | DV | Ptn. |
| ---- | ------------- | -- | -- | ---- |
| 1    | België        | 2  | 1  | 5    |
| 2    | Ierland       | 6  | 5  | 4    |
| 3    | Noord-Ierland | 4  | 6  | 3    |

| Pos. | Land      | DV | DV | Ptn. |
| ---- | --------- | -- | -- | ---- |
| 1    | Nederland | 2  | 0  | 4    |
| 2    | IJsland   | 0  | 2  | 0    |

| Pos. | Land      | DV | DV | Ptn. |
| ---- | --------- | -- | -- | ---- |
| 1    | Schotland | 5  | 0  | 4    |
| 2    | Finland   | 0  | 5  | 0    |

| Pos. | Land       | DV | DV | Ptn. |
| ---- | ---------- | -- | -- | ---- |
| 1    | Denemarken | 4  | 1  | 3    |
| 2    | Zweden     | 1  | 4  | 1    |

| Pos. | Land      | DV | DV | Ptn. |
| ---- | --------- | -- | -- | ---- |
| 1    | Frankrijk | 4  | 3  | 2    |
| 2    | Spanje    | 3  | 4  | 2    |

| Pos. | Land          | DV | DV | Ptn. |
| ---- | ------------- | -- | -- | ---- |
| 1    | Malta         | 6  | 0  | 4    |
| 2    | Liechtenstein | 0  | 6  | 0    |

| Pos. | Land     | DV | DV | Ptn. |
| ---- | -------- | -- | -- | ---- |
| 1    | Engeland | 3  | 0  | 4    |
| 2    | Italië   | 0  | 3  | 0    |

| Pos. | Land           | DV | DV | Ptn. |
| ---- | -------------- | -- | -- | ---- |
| 1    | West-Duitsland | 8  | 2  | 4    |
| 2    | Luxemburg      | 2  | 8  | 0    |

| Pos. | Land        | DV | DV | Ptn. |
| ---- | ----------- | -- | -- | ---- |
| 1    | Zwitserland | 3  | 3  | 2    |
| 2    | Portugal    | 3  | 3  | 2    |

| Pos. | Land        | DV | DV | Ptn. |
| ---- | ----------- | -- | -- | ---- |
| 1    | Joegoslavië | 4  | 0  | 4    |
| 2    | Cyprus      | 0  | 4  | 0    |

| Pos. | Land        | DV | DV | Ptn. |
| ---- | ----------- | -- | -- | ---- |
| 1    | Hongarije   | 5  | 6  | 5    |
| 2    | Sovjet-Unie | 6  | 4  | 4    |
| 3    | Roemenië    | 5  | 7  | 3    |

| Pos. | Land    | DV | DV | Ptn. |
| ---- | ------- | -- | -- | ---- |
| 1    | Polen   | 5  | 1  | 2    |
| 2    | Turkije | 1  | 5  | 2    |

| Pos. | Land              | DV | DV | Ptn. |
| ---- | ----------------- | -- | -- | ---- |
| 1    | Tsjecho-Slowakije | 3  | 1  | 2    |
| 2    | Griekenland       | 1  | 3  | 2    |

| Pos. | Land                           | DV | DV | Ptn. |
| ---- | ------------------------------ | -- | -- | ---- |
| 1    | Bulgarije                      | 2  | 2  | 2    |
| 2    | Duitse Democratische Republiek | 2  | 2  | 2    |

## Groepsfase

### Groep A
| Pos. | Land        | GW | W | G | V | DV | DT | +/− | Ptn. |
| ---- | ----------- | -- | - | - | - | -- | -- | --- | ---- |
| 1    | Frankrijk   | 3  | 2 | 1 | 0 | 8  | 3  | +5  | 5    |
| 2    | België      | 3  | 2 | 0 | 1 | 7  | 7  | 0   | 4    |
| 3    | Nederland   | 3  | 1 | 0 | 2 | 4  | 5  | –1  | 2    |
| 4    | Zwitserland | 3  | 0 | 1 | 2 | 3  | 7  | –4  | 1    |

|             |           |     |        |              |
| 24 mei 1979 | Frankrijk | 5–1 | België | Kremsmünster |
| 24 mei 1979 |           |     |        | Kremsmünster |

|             |           |     |             |      |
| 24 mei 1979 | Nederland | 1–1 | Zwitserland | Enns |
| 24 mei 1979 |           |     |             | Enns |

|             |           |     |             |              |
| 26 mei 1979 | Frankrijk | 1–1 | Zwitserland | Grieskirchen |
| 26 mei 1979 |           |     |             | Grieskirchen |

|             |        |     |           |      |
| 26 mei 1979 | België | 2–1 | Nederland | Wels |
| 26 mei 1979 |        |     |           | Wels |

|             |           |     |           |      |
| 28 mei 1979 | Frankrijk | 2–1 | Nederland | Linz |
| 28 mei 1979 |           |     |           | Linz |

|             |        |     |             |      |
| 28 mei 1979 | België | 4–1 | Zwitserland | Wels |
| 28 mei 1979 |        |     |             | Wels |

### Groep B
| Pos. | Land              | GW | W | G | V | DV | DT | +/− | Ptn. |
| ---- | ----------------- | -- | - | - | - | -- | -- | --- | ---- |
| 1    | Engeland          | 3  | 3 | 0 | 0 | 8  | 0  | +8  | 6    |
| 2    | Tsjecho-Slowakije | 3  | 2 | 0 | 1 | 8  | 3  | +5  | 4    |
| 3    | West-Duitsland    | 3  | 1 | 0 | 2 | 5  | 4  | +1  | 2    |
| 4    | Malta             | 3  | 0 | 0 | 3 | 0  | 14 | –14 | 0    |

|             |                |     |       |         |
| 24 mei 1979 | West-Duitsland | 5–0 | Malta | Hallein |
| 24 mei 1979 |                |     |       | Hallein |

|             |          |     |                   |               |
| 24 mei 1979 | Engeland | 3–0 | Tsjecho-Slowakije | Bischofshofen |
| 24 mei 1979 |          |     |                   | Bischofshofen |

|             |          |     |       |          |
| 26 mei 1979 | Engeland | 3–0 | Malta | Salzburg |
| 26 mei 1979 |          |     |       | Salzburg |

|             |                   |     |                |          |
| 26 mei 1979 | Tsjecho-Slowakije | 2–0 | West-Duitsland | Salzburg |
| 26 mei 1979 |                   |     |                | Salzburg |

|             |          |     |                |          |
| 28 mei 1979 | Engeland | 2–0 | West-Duitsland | Salzburg |
| 28 mei 1979 |          |     |                | Salzburg |

|             |                   |     |       |         |
| 28 mei 1979 | Tsjecho-Slowakije | 6–0 | Malta | Hallein |
| 28 mei 1979 |                   |     |       | Hallein |

### Groep C
| Pos. | Land        | GW | W | G | V | DV | DT | +/− | Ptn. |
| ---- | ----------- | -- | - | - | - | -- | -- | --- | ---- |
| 1    | Joegoslavië | 3  | 3 | 0 | 0 | 7  | 2  | +5  | 6    |
| 2    | Hongarije   | 3  | 2 | 0 | 1 | 5  | 3  | +2  | 4    |
| 3    | Oostenrijk  | 3  | 1 | 0 | 2 | 3  | 5  | –2  | 2    |
| 4    | Noorwegen   | 3  | 0 | 0 | 3 | 2  | 7  | –5  | 0    |

|             |            |     |           |      |
| 24 mei 1979 | Oostenrijk | 2–0 | Noorwegen | Graz |
| 24 mei 1979 |            |     |           | Graz |

|             |             |     |           |      |
| 24 mei 1979 | Joegoslavië | 2–0 | Hongarije | Graz |
| 24 mei 1979 |             |     |           | Graz |

|             |             |     |            |             |
| 26 mei 1979 | Joegoslavië | 2–1 | Oostenrijk | Fürstenfeld |
| 26 mei 1979 |             |     |            | Fürstenfeld |

|             |           |     |           |              |
| 26 mei 1979 | Hongarije | 2–1 | Noorwegen | Mürzzuschlag |
| 26 mei 1979 |           |     |           | Mürzzuschlag |

|             |             |     |           |          |
| 28 mei 1979 | Joegoslavië | 3–1 | Noorwegen | Hartberg |
| 28 mei 1979 |             |     |           | Hartberg |

|             |           |     |            |       |
| 28 mei 1979 | Hongarije | 3–0 | Oostenrijk | Wagna |
| 28 mei 1979 |           |     |            | Wagna |

### Groep D
| Pos. | Land       | GW | W | G | V | DV | DT | +/− | Ptn. |
| ---- | ---------- | -- | - | - | - | -- | -- | --- | ---- |
| 1    | Bulgarije  | 3  | 3 | 0 | 0 | 7  | 1  | +6  | 6    |
| 2    | Schotland  | 3  | 2 | 0 | 1 | 5  | 5  | 0   | 4    |
| 3    | Denemarken | 3  | 1 | 0 | 2 | 3  | 4  | –1  | 2    |
| 4    | Polen      | 3  | 0 | 0 | 3 | 4  | 9  | –5  | 0    |

|             |           |     |       |       |
| 24 mei 1979 | Schotland | 3–2 | Polen | Bruck |
| 24 mei 1979 |           |     |       | Bruck |

|             |           |     |            |       |
| 24 mei 1979 | Bulgarije | 1–0 | Denemarken | Brunn |
| 24 mei 1979 |           |     |            | Brunn |

|             |            |     |       |            |
| 26 mei 1979 | Denemarken | 2–1 | Polen | Marienthal |
| 26 mei 1979 |            |     |       | Marienthal |

|             |           |     |           |         |
| 26 mei 1979 | Bulgarije | 2–0 | Schotland | Ternitz |
| 26 mei 1979 |           |     |           | Ternitz |

|             |           |     |       |             |
| 28 mei 1979 | Bulgarije | 4–1 | Polen | Neunkirchen |
| 28 mei 1979 |           |     |       | Neunkirchen |

|             |           |     |            |         |
| 28 mei 1979 | Schotland | 2–1 | Denemarken | Mödling |
| 28 mei 1979 |           |     |            | Mödling |

## Knock-outfase
|  | Halve finale   | Halve finale   |   |                | Finale         | Finale |
|  |                |                |   |                |                |        |
|  | 31 mei – Wenen |                |   |                |                |        |
|  | Bulgarije      | 1              |   |                |                |        |
|  | Engeland       | 0              |   |                |                |        |
|  |                |                |   |                |                |        |
|  |                |                |   |                | 2 juni – Wenen |        |
|  |                |                |   |                | Joegoslavië    | 1      |
|  |                | Bulgarije      | 0 |                |                |        |
|  |                |                |   |                |                |        |
|  |                |                |   |                | Derde plaats   |        |
|  | 31 mei – Wenen | 31 mei – Wenen |   | 2 juni – Wenen | 2 juni – Wenen |        |
|  | Joegoslavië    | 3              |   | Engeland       | 0 (4)          |        |
|  | Frankrijk      | 0              |   |                | Frankrijk      | 0 (3)  |

### Finale
|             |             |     |           |                   |
| 2 juni 1979 | Joegoslavië | 1–0 | Bulgarije | Wenen, Oostenrijk |
| 2 juni 1979 |             |     |           | Wenen, Oostenrijk |